# Louis Zamperini

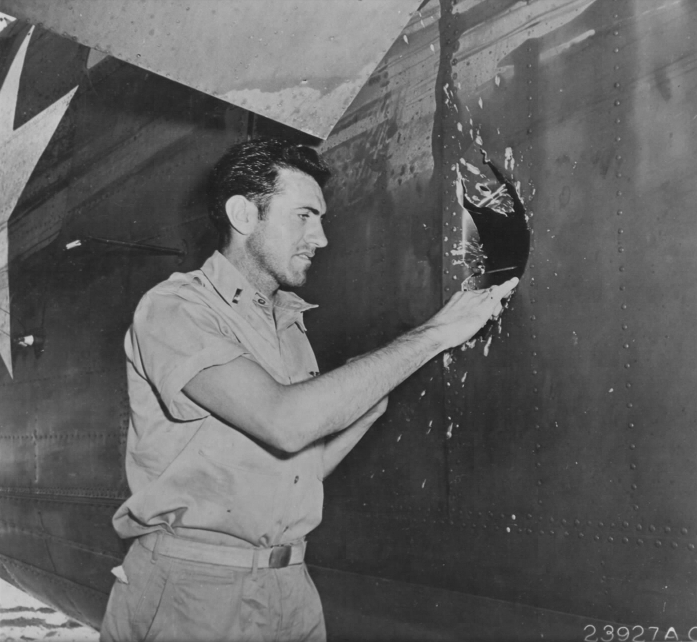
Zamperini onderzoekt een gat in de bommenwerper B-24 Liberator (1943)

Louis Silvie (Lou) Zamperini (Olean, 26 januari 1917 – Los Angeles, 2 juli 2014) was een Amerikaans atleet en beroepsmilitair. Hij nam in 1936 deel aan de Olympische Spelen, waar hij geen medailles won. Zamperini ging in de Tweede Wereldoorlog in militaire dienst, werd in 1943 krijgsgevangen genomen door de Japanners, maar werd twee jaar later bevrijd. Zijn oorlogsverhaal werd in 2014 verfilmd.

## Biografie

### Deelname Olympische Spelen
Zamperini, een zoon van Italiaanse emigranten, volgde als vijftienjarige high schoolleerling zijn oudere broer naar het hardloopteam. Aan het einde van het eerste jaar finishte hij als vijfde in de All City C-divisie 660 yards-wedstrijd. Hij bleek echter al gauw onverslaanbaar door de anderen. In 1934 liep hij een highschoolwereldrecord op de Engelse mijl in een tijd van 4.21,2 minuten. Dat record zou pas twintig jaar later verbroken worden. Zamperini, de underdog, wist zich met tegenstanders als onder meer de favorieten Donald Lash en Norman Bright te plaatsen voor de Olympische Spelen van 1936 in Berlijn. Hij liep daar de 5000 m in een persoonlijk record en eindigde als achtste. Zijn laatste ronde in 56 seconden trok de aandacht van Adolf Hitler. Deze stond erop Zamperini persoonlijk te ontmoeten, gaf hem een handdruk en feliciteerde hem met de woorden: "Ah, u bent de jongen met de snelle finish."

### Amerikaans militair in WO II
Vanaf september 1941, gedurende de Tweede Wereldoorlog, diende Zamperini bij de United States Army Air Corps. Na zijn promotie naar tweede luitenant in augustus 1942 werd hij overgeplaatst naar Hawaï, waar hij aan tal van missies deelnam als bemanningslid van een B-24. Op 27 mei 1943 stortte zijn vliegtuig wegens technische problemen neer. Drie van de elf inzittenden, inclusief Zamperini, overleefden de crash. Na 47 dagen op zee gedobberd te hebben, kwamen Zamperini en de piloot Russell Allen Phillips, hun derde collega Francis McNamara was intussen aan ontbering overleden, aan land bij de Marshalleilanden. Zijn vrienden en familie in de Verenigde Staten was ondertussen medegedeeld dat hij niet meer in leven was.
De twee werden direct krijgsgevangen gemaakt door de Japanse soldaten. Ze kwamen in september 1943 terecht in een kamp in Japan. Zamperini overleefde in de jaren erna ternauwernood de verschrikkingen van de diverse kampen. Hij werd er zwaar mishandeld en gefolterd door de beruchte Japanse onderofficier en oorlogsmisdadiger Mutsuhiro Watanabe, bijgenaamd "The Bird". In augustus 1945 kwam Zamperini vrij. Hij werd bij terugkomst als een held onthaald.

### Latere leven
In de eerste jaren na de oorlog kampte Zamperini met een posttraumatische stressstoornis. Aangemoedigd door zijn echtgenote Cynthia Applewhite en haar christelijke vrienden bezocht hij in 1949 een kerkdienst van Billy Graham, waarna hij een wedergeboren Christen werd. Hierop begon Zamperini een carrière als evangelistisch motivational speaker, waarbij vergeving vaak het hoofdthema was. Zo reisde hij in 1950 af naar Japan, en sprak hij diverse malen met Japanse voormalige oorlogsmisdadigers, waaronder degenen die hem tijdens de oorlog mishandelden. Drie keer mocht Zamperini de olympische vlam dragen, tijdens Los Angeles 1984, Atlanta 1996 en het Japanse Nagano 1998. Tijdens het bezoek aan Japan probeerde hij een ontmoeting te krijgen met de inmiddels tachtigjarige Watanabe. Dit werd echter tegengehouden door diens familie.
Zamperini schreef (samen met David Rensin) een boek over zijn leven, getiteld Devil at My Heels, in 2011. Eerder, in 2010, had auteur Laura Hillenbrand zijn biografie Unbroken al geschreven. Een film gebaseerd op dat boek, met een script van de gebroeders Coen en geregisseerd door Angelina Jolie, kwam eind 2014 uit. Zamperini overleed op 2 juli 2014 op 97-jarige leeftijd.

## Persoonlijke records
| Onderdeel   | Prestatie | Jaar |
| ----------- | --------- | ---- |
| 880 yd      | 1.53,2    | 1938 |
| 1500 m      | 3.52,6    | 1939 |
| 1 Eng. mijl | 4.08,3    | 1938 |
| 2 Eng. mijl | 9.12,8    | 1939 |
| 5000 m      | 14.46,8   | 1936 |

## Palmares

### 5000 m
- 1936: 8e OS - 14.46,8

- Bibsys: 11073415
- Bibliothèque nationale de France: cb16214123f (data)
- Catàleg d'autoritats de noms i títols de Catalunya: 981058615138106706
- Gemeinsame Normdatei: 118636162
- World Athletics: 14557776
- International Standard Name Identifier: 0000 0000 8119 5700
- Library of Congress Control Number: n96074244
- Nationale Bibliotheek van Letland: 000221417
- Bibliotheek van het Japanse parlement: 001228620
- Nationale Bibliotheek van Tsjechië: ola2011669672
- Nationale Bibliotheek van Israël: 987007499169805171
- Nederlandse Thesaurus van Auteursnamen: 341543667
- SNAC: w6t54jvb
- Système universitaire de documentation: 147794463
- Virtual International Authority File: 40171687
- WorldCat: E39PBJqQCC7VPHpWkxxvdPdWjC